# Les Roques (Erinyà)
Les Roques és una formació muntanyosa del terme de Conca de Dalt, dins de l'antic municipi de Toralla i Serradell, al Pallars Jussà.
Estan situades al nord-oest del poble d'Erinyà, al vessant meridional de l'extrem oriental del Serrat del Ban.